# Damián Manso
Damián Alejandro Manso (ur. 6 czerwca 1979 w Rosario) – argentyński piłkarz występujący najczęściej na pozycji ofensywnego pomocnika, obecnie zawodnik ekwadorskiego LDU Quito.
Manso jest wychowankiem Newell’s Old Boys – w ligowym meczu tej drużyny zadebiutował już w wieku 16 lat, 13 kwietnia 1996 w spotkaniu z Boca Juniors. W barwach Newell’s w ciągu dziewięciu lat wystąpił w argentyńskiej Primera División 188 razy, zdobywając 15 goli. Wywalczył mistrzostwo kraju w sezonie Apertura 2004, brał udział w Copa Sudamericana 2005, gdzie jednak jego drużyna odpadła już w 1/16 finału. Manso był także wypożyczany do francuskiej Bastii oraz argentyńskiego Independiente (występy w Copa Sudamericana 2003 oraz Copa Libertadores 2004).
W sezonie 2006–2007 był zawodnikiem greckiej Skody Ksanti, a w latach 2007–2009 grał w LDU Quito. To właśnie z ekwadorskim klubem Manso odniósł największe sukcesy w piłkarskiej karierze, zdobywając mistrzostwo kraju w 2007 roku, najważniejsze trofeum w Ameryce Południowej – Copa Libertadores w 2008 roku oraz drugie miejsce na Klubowych Mistrzostwach Świata 2008. Otrzymał także indywidualne wyróżnienia – miejsce w najlepszej jedenastce Copa Libertadores 2008 oraz Brązową Piłkę KMŚ 2008.
Latem 2009 Manso wyjechał do Meksyku, gdzie podpisał kontrakt z C.F. Pachuca, a po upływie półtora roku został graczem innego klubu z tego kraju, Jaguares de Chiapas. Stąd został wypożyczony do Morelii. Z żadnym z tych zespołów nie osiągnął jednak większych sukcesów. Po nieudanej przygodzie w Meksyku wiosną 2012 powrócił do klubu, z którym odnosił największe osiągnięcia w karierze – LDU Quito.